# Justin Keen
Justin Keen (ur. 4 sierpnia 1972 w Epping) – brytyjski kierowca wyścigowy.

## Kariera
Keen rozpoczął karierę w wyścigach samochodowych w 1992 roku od startów w Festiwalu Formuły Ford, gdzie jednak nie był klasyfikowany. W późniejszych latach pojawiał się także w stawce Brytyjskiej Formuły Ford, Formuły Palmer Audi, Formuły 3000, American Le Mans Series, 1000 km Le Mans, FIA Sportscar Championship, Le Mans Endurance Series, British Touring Car Championship, FIA GT Championship, Mégane Trophy Eurocup oraz Le Mans Series.
W Formule 3000 startował w latach 2001–2002. Nigdy jednak nie punktował.